# 코테 왕국
코테 왕국(싱할라어: කෝට්ටේ රාජධානිය, 타밀어: கோட்டை அரசு)은 수도 코테의 이름을 따서 명명되었으며, 15세기 스리랑카에서 번성했던 싱할리인 계통의 왕국이다.
명나라의 도움을 받아 파라크라마바후 6세가 건국한 코테는 자프나 왕국과 반니 공국을 정복하여 국가를 통일하였다. 비자야나가라 제국을 토벌하고 항구를 빼앗았다. 이 항구는 이후 교역 루트로 바뀌었다.
코테 왕국은 싱할리인-포르투갈인 전쟁에서 라이벌 싱할리 왕국인 시타와카 왕국과 캔디 왕국의 공격을 받고 상당 부분 해체되었다. 동 주앙 다르마팔라는 왕국을 포르투갈에게 넘겨주었고, 이로 인해 포르투갈령 실론이 형성되었다. 카나카수리야 싱카이아리얀(Kanakasooriya Cinkaiariyan)과 그의 두 아들 또한 마두라이에서 용병들과 함께 돌아와 자프나를 코테의 지배로부터 해방시켜 자프나 왕국이 독립하게 되었다. 나머지는 시타와카와 칸디로 합병되었다.

## 용어
코테(Kotte)라는 용어는 싱할라어 낱말 코타(kōṭṭa) කෝට්ට와 타밀어 낱말 코테이(kōṭṭai) கோட்டை에서 왔으며 성을 의미한다. 두 단어 모두 드라비다/고대 타밀어 𑀓𑁅𑀝𑁆𑀝𑁃(kōṭṭai)에서 유래한다.코테라는 단어는 요새를 세운 니산카말라 알라가콘나라(Nissankamalla Alagakkonara)에 의해 소개되었다. 그들은 타밀나두주의 칸치푸람과 동일시되는 반치(Vanchi) 시 출신인 것으로 여겨진다. 알라가콘나라 가문은 타밀족 혈통의 발라나투 체티아르(Vallanattu Chettiar) 출신으로도 확인되었다.

## 역사
코테는 감폴라 왕국의 비크라마바후 3세 통치 시기, 알라가콘나라 가문 행정관 알라케스바라(1370–1385)가 남인도의 서안 침공을 막고자 요새로 지어졌다. 이후 1412년 파라크라마바후 6세가 코테를 수도로 삼았다. 지역을 둘러싼 커다란 늪으로 수비되었다.
파라크라마바후 6세는 처음에 라이가마(Raigama) 왕이 되었고, 1415년에는 코테를 수도로 삼았다. 왕은 기존의 성체를 업그레이드하고 새로운 왕궁을 지었다. 파라크라마바후 6세는 비자야나가라 제국과 자프나 왕국의 유대가 끊어질 때까지 기다렸다. 우선, 그는 반니를 에워쌌고, 그 국왕을 자신에게 충성하도록 했다. 사푸말 왕자는 당시 코테 육군의 지휘관이었다. 그러나 카나카수리야 싱카이아리얀과 그의 두 아들들은 용병과 함께 마두라이에서 돌아와 자프나 왕국을 코테의 종주권에서 벗어나게 하였고, 자프나 왕국은 독립하게 되었다. 타밀어는 이 당시 코테 왕국의 궁정 언어 중 하나였다.

### 흥기
1450년, 파라크라마바후 6세는 스리랑카 북부 자프나 왕국을 정복함으로써 스리랑카 전체를 통일했다. 절정기 때에 코테 왕국은 싱할리어 문학의 가장 위대한 시기 중 하나였다. 당시 유명한 시인들은 불교 승려 토타가무웨 스리 라훌라 테라, 위다가마 마이흐리 테로(Weedagama Maithree thero), 카라갈라 와나라타나 테로(Karagala Wanarathana thero)가 있다. 그러나 1477년, 파라크라마바후 6세 사후 10년 만에, 역내 왕국들은 더욱 강력해졌다. 가장 유명한 신흥 왕국은 1469년 코테 왕국에 맞서 봉기하여 성공한 세나삼마타 비크라마바후가 섬의 중앙 구릉 지대에 세운 것이었다.

### 켈라니야 통치
파라크라마바후 9세는 1509년 켈라니야로 수도를 옮겼다. 그는 1528년까지 이곳에 머물렀다.

### 포르투갈인의 도래
포르투갈인들이 1505년 스리랑카에 도착하여 갈레 항구(Galle Harbour)에 상륙했다. 그들은 스리랑카에 도착했다는 것을 알자마자 콜롬보로 항해했다. 그들은 수도 코테로 가는 길고 꼬불꼬불한 경로를 택했지만, 사실 코테는 매우 가까웠다. 이는 왕국이 내륙 너무 먼 곳에 있어서 항구에서 침공하는 것이 불가능하다는 인상을 주기 위함이었다. 그러나 이 계획은 배에 남아 있던 포르투갈인들이 대포를 계속 쏘아대었고, 이 소리가 길을 가던 포르투갈인들에게 들리면서 이러한 사실이 발각되었다. 이로 인해 "포르투갈인들이 코테로 가는 것처럼(Parangiya Kotte Giya Vage, පරන්ගියා කොට්ටේ ගියා වගේ)" 이라는 속담이 생겨났는데, 이는 직접적인 경로 대신에 우회로를 택하여 가거나 어떠한 일을 행하는 것을 말한다. 그러나 이러한 만남이 있는 동안, 포르투갈인들은 코테 국왕과의 무역 체결을 간신히 할 수 있었다.

### 쇠락

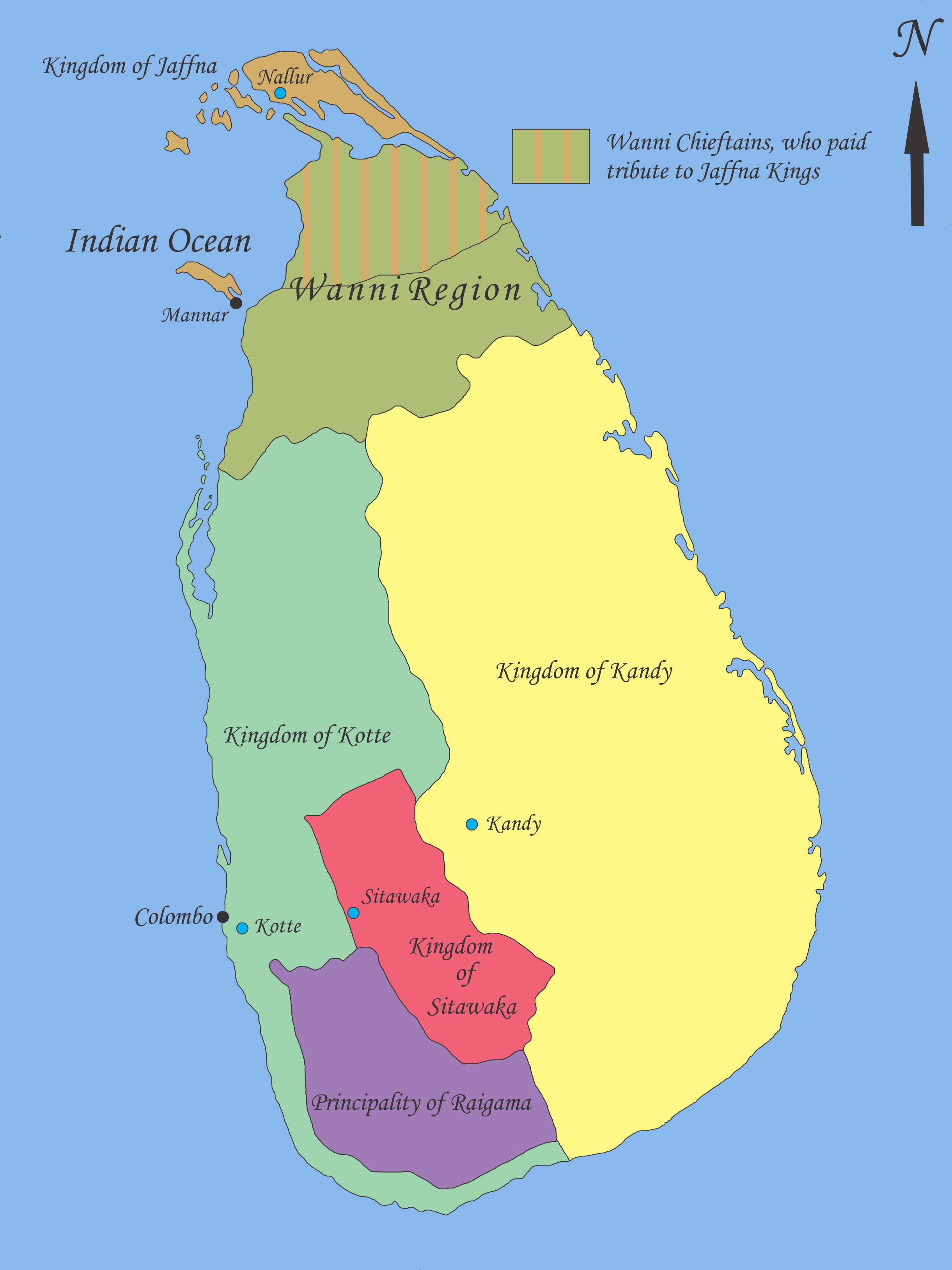
비자야바후 멸망 이후의 스리랑카 정치 지도"

코테 왕국의 몰락은 1521년 "위자야바 콜라야"로 알려진 한 사건으로부터 시작된다. 코테 국왕 비자야바후 7세의 세 아들은 반란을 일으켜 아버지를 살해하고 왕국을 분할하였다. 이로 인해 코테, 사타와카(Sitawaka), 라이가마 공국(Principality of Raigama) 세 나라로 분열되었다. 분열된 시타와카 왕국은 지방의 지원을 받고 더욱 강력해졌고, 코테 왕국은 포르투갈에게 도움을 의지해야 했다. 위자야바 콜라야 이후의 코테 국왕인 부바나이카바후 7세는 형제 마야둔네(Mayadunne)를 패배시키기 위하여 포르투갈로부터 도움을 받았다. 또한 그는 외손자 다르마팔라 왕자(Prince Dharmapala)가 포르투갈인에게 가톨릭 신자로 세례받는 것을 허락했다. 부바나이카바후가 다르마팔라를 후계자로 지명한 후, 한 포르투갈 병사는 실수로 그를 총살했다.
1565년, 다르마팔라는 마야둔네와 그의 아들 라자싱헤 1세가 이끄는 시타와카 왕국의 잦은 공격으로 인해 수도 코테를 버렸다. 그는 포르투갈인의 보호 하에 콜롬보로 잡혀갔다. 코테 왕국 대부분은 시타와카 왕국에 병합되었다. 그러나 1594년 시타와카 왕국의 몰락 이후, 이 지역은 다시 코테 왕국으로 병합되었다. 1597년, 다르마팔라는 코테 왕국을 포르투갈 국왕에게 양도하였고, 이로써 종말을 고했다.

## 군사
코테 왕국의 군대는 왕국의 흥망성쇠와 밀접하게 관련되어 있다. 이 시대에 쓰여진 시들은 당시의 군대에 대한 생생한 기록을 제공한다. 포르투갈인이 도착하기 전에는 총기가 널리 채택되지 않았지만, 싱할라 총기의 디자인이 아랍 총기와 유사하고 포르투갈인들이 1519년에 사용된 싱할라 포병의 디자인에 익숙하지 않다는 점을 고려할 때 아랍 상인에 의해 싱할라인에게 총기가 도입되었을 것으로 믿어진다. 그러나 유럽인에 의한 중갑옷과 총기의 사용은 현지인들이 빠르게 총기를 채택하게 만들었다.
군대는 크게 네 부서로 구성되었다.
- 에트(Æth) – 코끼리 연대
- 아스와(Aśwa) – 기마 연대
- 리야(Riya) – 전차 연대
- 파발라(Pābala) – 보병 연대

### 코테 군대의 주목할 만한 지휘관
왕국 말기에는 포르투갈인들이 군대를 자주 지휘했다.
- 알라가콘나라
- 파라크라마바후 6세
- 마니카 탈레이바르(Manikka Taleivar)[23]
- 부바나이카바후 6세, 사푸말 쿠마라야 또는 쳄파카 페루말(Chempaka Perumal)로도 알려짐.
- 비디야 반다라
- 암불루갈라(Ambulugala)의 왕자
- 사마라코네 랄라

### 코테 왕국의 주요 군사적 승리
- 1450년 자프나 점령
- 반니 점령, 추장들을 조공을 바치는 복속자로 만듦
- 조티야 시투(Jothiya Situ)가 일으킨 중앙 고지대 반란 성공적으로 진압.
- 아디라마파타남(Adhiramapattanam)의 라얀이 코테 소유의 선박을 약탈한 것에 대한 보복으로 비자야나가라 제국의 항구를 침략. 라자발리야는 왕이 솔리(Soli) 지역의 여러 마을과 도시를 약탈하고 마쿠담-코타(Makudam-kotta)라는 이름의 조공을 바치는 지역으로 만들었다고 기록한다. 알라케스와라 유다야(Alakeshwara Yuddaya)는 연간 조공에 대해서는 언급하지 않지만, 마쿨란-코타(Makulan-kotta)라는 일곱 마을에서 세금을 징수했다고 주장하며 일회성 보상금을 시사한다.[24] 그러나 남인도 자료들은 이와 모순된다. 텐카시의 아리케사리 파라크라마 판디아(Arikesari Parakrama Pandya)의 티루넬벨리 비문은 "싱가이, 아누라이에서 왕들의 등 뒤를 본 아리케사리 파라크라마 판디아"라고 기록하며, 다른 곳에서는 이 전쟁을 언급한다. 이는 기원후 1449–50년과 1453–54년 사이에 기록되었다. 아누라이는 싱할리인의 수도였다.[25] 그러나 라사나야감(Rasanayagam)은 이를 신뢰할 수 없다고 보며, 어떠한 현지 연대기에도 그러한 전투가 언급되지 않는다. 따라서 C. 라사나야감은 이를 빈 공허라고 여긴다.[26] G.P.V. 소마라트나(Somaratna) 또한 아누라이(Anurai)와 아누라다푸라(Anuradhapura)의 동일시가 불확실하다고 보는데, 그 도시는 5세기 동안 싱할리인의 수도가 아니었기 때문이다.[24]
- 파라크라마바후 6세 통치 기간 동안, 푸탈람은 타밀나두주의 카라바족에 의해 침략당했다. 그 시기 푸탈람에는 수세기 전에 말라바르 해안에서 온 묵쿠바르족(Mukkuvar)이 거주하고 있었다.[27] 그들은 푸탈람에 지역 정부를 세웠다.[28] 파라크라마바후는 묵쿠바르족과 싸우기 위해 칸치푸람, 푸하르, 나가파티남, 킬라카라이의 타밀나두주에서 카라바족 용병을 초청했다. 묵카라 하타나(Mukkara Hatana)는 카라바족 지도자 마니카 탈라이반(Manikka Thalaivan)이 푸탈람의 요새를 포위한 후 나가파티남으로 이동하여 그곳의 묵쿠바르족 요새도 파괴했다고 기록한다. 마니카 탈라이반은 최종 전투에서 사망하지만 승리를 거둔다. 그 대가로 그들은 코테 국왕으로부터 토지와 문장을 받는다.[29][30][24]

## 무역
이 왕국은 당시 매우 중요한 항구였던 콜롬보 근처에 위치해 있었다. 포르투갈인이 도착하기 전까지 인도와 아라비아의 무어 상인들이 왕국의 무역을 지배했다. 계피, 카다멈, 후추와 같은 향신료 무역이 수출을 지배했으며, 보석 또한 큰 수출 품목이었다. 자프나를 정복한 후, 코테는 왕국에 막대한 부를 안겨준 진주 무역을 소유하게 되었다. 상인으로 도착한 포르투갈인들은 첫 방문에서 왕국과 무역 협정을 체결할 수 있었다.

## 문학
왕이 문학과 예술을 매우 좋아했기 때문에 그의 통치 아래 번성한 가장 위대한 분야 중 하나가 문학과 예술이었다. 문학에 대한 왕실의 후원은 섬의 문학 황금기를 열었다.

### 코테 시대의 위대한 시인 승려
- 토타가무웨 스리 라훌라 테로[31]
- 와타웨(Waththawe) 스님
- 위다가마 마이트리(Weedagama Maithree) 스님

### 시대의 주목할 만한 예술 작품

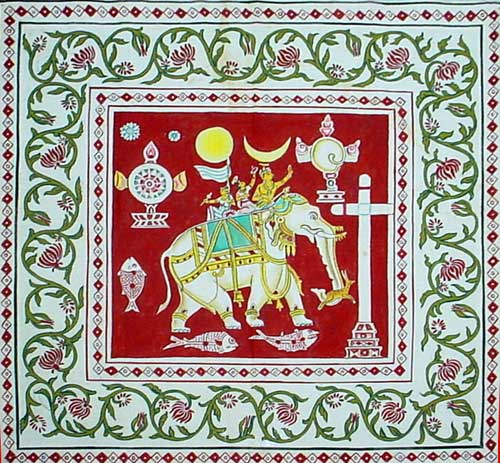
코테 시대에 가톨릭 신자가 된 가톨릭 카라바족 싱할리인의 깃발

#### 산데샤 시
- 코킬라 산데샤(Kokila Sandesha)
- 파라비 산데샤(Paravi Sandesha)
- 기라 산데샤(Gira Sandesha)
- 살라리히니 산데샤(Salalihini Sandesha)
- 한사 산데샤(Hansa Sandesha)
- 닐라코보 산데샤(Nilakobo Sandesha)

#### 시와 기타 선집
- 로와다 산가라와(Lowada Sangarawa)
- 부두구나 알랑카라야(Buduguna Alankaraya)
- 구티라 카와야(Gutthila kaawya)
- 카와야쉐카라야(Kawyashekaraya)
- 파라쿰바 시리타(Parakumba Siritha)
- 사다르마라트나카라야

### 시대에 시작된 불교 교육 기관
이 기관들은 불교 문학의 발전뿐만 아니라 아유르베다 의학의 발전에도 기여했다.
- 파드마위티 피리웨나(Padmawthi Piriwena), 카라갈라(Karagala)
- 비자야바 피리웨나(Vijayaba Piriwena), 토타가무와(Thotagamuwa)
- 수네트라데비 피리웨나(Sunethradevi Piriwena), 파필리야나(Papiliyana)
- 시리 페라쿰바 피리웨나, 에툴 코테(Ethul Kotte)

### 코테 시대에 쓰여진 아유르베다 의학 서적
- 와이디아 신타마니(Waidya Chinthamani)
- 요가 라트나카라야(Yoga Rathnakaraya)

## 종교

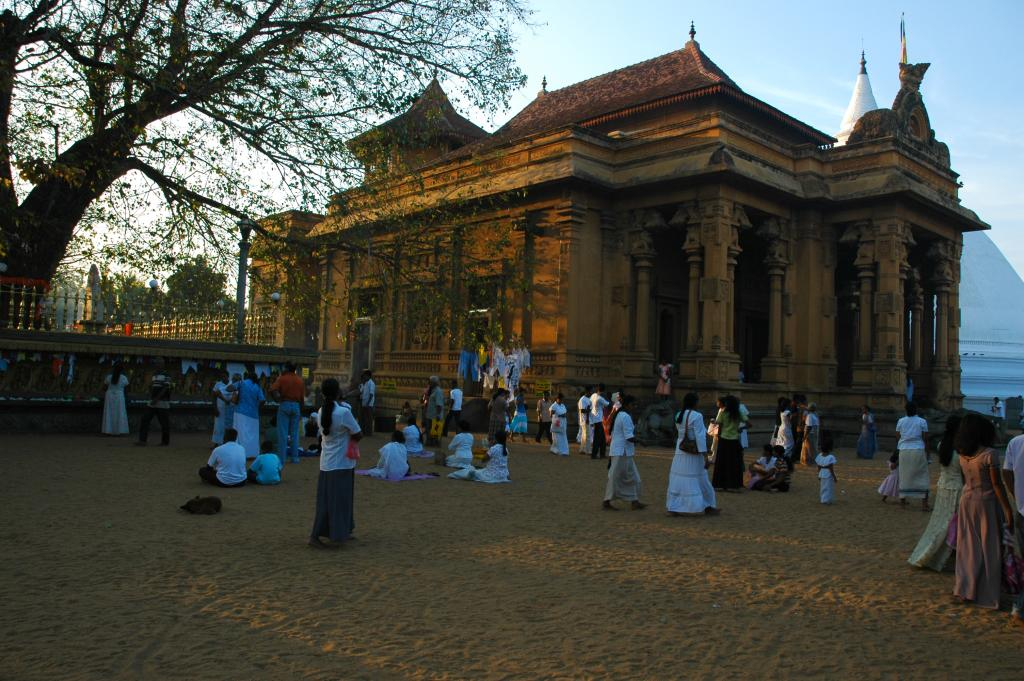
켈라니 비하라야

대부분의 존재 기간 동안 불교는 국교였다. 파라크라마바후 6세는 왕궁 근처에 성스러운 치아 사리탑을 세웠다. 코테 라자 마하 비하라야(Kotte Raja Maha Viharaya) 또한 파라크라마바후 6세에 의해 에살라 페라하라(Esala Perahara) 행렬을 기념하고 성스러운 치아 사리를 기리기 위해 봉헌되었다. 그는 또한 켈라니야 라자 마하 비하라야를 수리했는데, 이는 시리 페라쿰바 피리웨나(Siri Perakumba Pirivena) 및 수네트라 데비 피리웨나(Sunethra Devi Pirivena)와 함께 국내에서 가장 유명한 수도원이 되었다.
힌두교 또한 사회에서 중요한 위치를 차지했다. 대부분의 불교 사원은 힌두 신 비슈누, 무루간(카타하르가마 신)과 여신 파티니, 그리고 지역 신인 감바라(Gambara)의 사당을 모셨다.
사푸말 왕자(부바나이카바후 6세로 즉위)는 아리아 차크라바르티를 물리치겠다는 서약을 위해 코테 라자 마하 비하라야의 고대 보리수 근처에 사당을 세웠다. 사푸말 왕자는 또한 자프나에 날루르 칸다스와미 사원을 건설하거나 개조한 것으로 알려져 있다.
포르투갈인들은 인구의 상당 부분을 로마 가톨릭교회 신앙으로 개종시켰다. 코테의 마지막 왕인 돈 주앙 다르마팔라(Don Juan Dharmapala)는 스리랑카 역사상 두 명의 가톨릭 싱할리인 군주 중 한 명이었다(다른 한 명은 쿠수마세나 데비). 비록 다른 여러 동시대의 왕들도 일시적으로 가톨릭 신자였지만 말이다.

## 바타라물라
바타라물라는 왕궁에 쌀을 공급하던 마을이었다. 왕실의 꽃 정원 또한 라자말와타(Rajamalwatta)라는 지역의 이 마을에 위치해 있었다.

## 같이 보기
- 카스타네
- 라스카린
- 사다르마라트나카라야
- 코테 공방전 (1557–1558)
- 스리랑카 국왕 목록
- 스리랑카의 역사

### 설명주
1. ↑  명-코테 전쟁#여파
2. ↑  코테(kotte)라는 단어는 타밀-말라얄람어 단어 kōttai에서 유래했으며, 이는 남부 드라비다 조어 kōtt-ay에서 유래하여 요새를 의미한다. kōttai라는 단어는 현대 말라얄람어에서 kēāṭṭa로 더욱 발전했다.[4][5]

### 참조주
1. 1 2  Kunarasa K, The Jaffna Dynasty p.68-72
2. 1 2  Nadarajan V, History of Ceylon Tamils p.81
3. ↑  Somaratne, G. P. V. (1984). 《The Sri Lanka Archives, Volume 2》. Department of National Archives. 1쪽.
4. ↑  Minahan, James (2002년 5월 30일). 《Encyclopedia of the Stateless Nations: Ethnic and National Groups Around the World A-Z [4 Volumes]》. Abc-Clio. ISBN 9780313076961.
5. ↑  Southworth, Franklin (2004년 8월 2일). 《Linguistic Archaeology of South Asia》. Routledge. ISBN 9781134317776.
6. ↑  de Silva, K.M. (1981). 《A History of Sri Lanka》. Delhi: University of Ceylon. 86쪽.
7. ↑  Tambiah, Stanley Jeyaraja (1992년 7월 15일). 《Buddhism Betrayed?: Religion, Politics, and Violence in Sri Lanka》 (영어). University of Chicago Press. ISBN 9780226789507.
8. ↑  Ray, H.C. (1960). 《History of Ceylon, Vol.1, Part II》. University of Ceylon. 691–702쪽.
9. ↑  “The Kotte Dynasty and its Portuguese allies”. 《Humphry Coddrington》. 2008년 1월 3일에 확인함.
10. ↑  Aiyangar, S. Krishnaswami; de Silva, Simon; M. Senaveratna, John (1921). “The Overlordship of Ceylon in the Thirteenth, Fourteenth and Fifteenth Centuries.”. 《The Journal of the Ceylon Branch of the Royal Asiatic Society of Great Britain & Ireland》 28 (74): 127. JSTOR 43483739.
11. 1 2  S.G. Perera, A History of Ceylon For Schools – The Portuguese and Dutch period. The Associated Newspapers of Ceylon: Sri Lanka, 1942. p 8. 《(Link)》. OCLC 10531673.
12. ↑  Declercq, Nico F. (2021). 〈Chapter 43: The appearance of the Portuguese and the Establishment of the Portuguese Kingdom of Kotte〉. 《The Desclergues of la Villa Ducal de Montblanc》. Nico F. Declercq. 723–746쪽. ISBN 9789083176901.
13. 1 2  Paul E. Peiris, Ceylon the Portuguese Era: Being a History of the Island for the Period, 1505–1658, Volume 1. Tisara Publishers: Sri Lanka, 1992. p 36. 《(Link)》. OCLC 12552979.
14. ↑  S.G. Perera, A History of Ceylon For Schools – The Portuguese and Dutch period. The Associated Newspapers of Ceylon: Sri Lanka, 1942. p 11 《(Link)》. OCLC 10531673.
15. ↑  B. Gunasekara, The Rajavaliya. AES reprint. New Delhi: Asian Educational Services, 1995. p. 75–77. ISBN 81-206-1029-6
16. ↑  S. G. Perera, A History of Ceylon For Schools – The Portuguese and Dutch period. The Associated Newspapers of Ceylon: Sri Lanka, 1942. p. 17. 《(Link)》. OCLC 10531673.
17. ↑  Paul E. Peiris, Ceylon the Portuguese Era: Being a History of the Island for the Period, 1505–1658, Volume 1. Tisara Publishers: Sri Lanka, 1992. p. 195. 《(Link)》. OCLC 12552979.
18. ↑  S. G. Perera, A History of Ceylon For Schools – The Portuguese and Dutch period. The Associated Newspapers of Ceylon: Sri Lanka, 1942. p. 48. 《(Link)》. OCLC 10531673.
19. ↑  S. G. Perera, A History of Ceylon For Schools – The Portuguese and Dutch period. The Associated Newspapers of Ceylon: Sri Lanka, 1942. p. 49. 《(Link)》. OCLC 10531673.
20. ↑  S. G. Perera, A History of Ceylon For Schools – The Portuguese and Dutch period. The Associated Newspapers of Ceylon: Sri Lanka, 1942. p. 65. 《(Link)》. OCLC 10531673.
21. ↑  Deraniyagala, P. E. P. (1942). 《Sinhala Weapons and Armor》. 《The Journal of the Ceylon Branch of the Royal Asiatic Society of Great Britain & Ireland》 35. 97–142쪽. ISSN 0304-2235. JSTOR 45385041.
22. ↑  Weerakkody, P.; Nanayakkara, A. (2005). 《Sinhala Weapons and Armor: Adaptation in Response to European Style Warfare》. 《Proceedings of the 10th International Conference on Sri Lanka Studies》 (영어).
23. ↑  A. Sebastian, A Complete Illustrated History of Sri Lanka. Vijitha Yapa Publications, 2012. p 397. ISBN 9789556651492
24. 1 2 3  Somaratna, Gintota Parana Vidanage (1969년 1월 1일). 《Political history of the Kingdom of Kotte (c. A.D. 1400-1521).》 (학위논문). doi:10.25501/SOAS.00029736.
25. ↑  Humphrey William Codrington, A Short History of Ceylon Ayer Publishing, 1970;|Page =92|ISBN 0-8369-5596-X
26. ↑  Rasanayagam, Mudaliyar C. 《ANCIENT JAFFNA》. ASIAN EDUCATIONAL SERVICES. 367쪽.
27. ↑  Nadaraja, Tambyah (1972년 1월 1일). 《The Legal System of Ceylon in Its Historical Setting》. Brill Archive. 35쪽. ISBN 9004036377.
28. ↑  McGilvray, Dennis B. (2008). 《Crucible of Conflict: Tamil and Muslim Society on the East Coast of Sri Lanka》. Duke University Press. 61쪽. ISBN 0822341611.
29. ↑  Raghavan, M. D. (1961). 《The Karāva of Ceylon: Society and Culture》. 16–19쪽. 2025년 6월 7일에 확인함.
30. ↑  《Kurukshetra, Volume 4》 (영어). University of Michigan: Sri Lak-Indo Study Group. 1978. 86쪽.
31. ↑  Himbutana, Gopitha Peiris (2006년 1월 29일). “Ven. Thotagamuwe Sri Rahula Thera Scholar monk par excellence” (PDF). Lake House. 2013년 10월 4일에 원본 문서 (PDF)에서 보존된 문서. 2013년 10월 2일에 확인함.
32. ↑  Paranavitana, Senarat (1966). 《Ceylon and Malaysia》 (영어). Lake House Investments. 140쪽. ISBN 9780842607919.